# Turzonka
Turzonka (dodatkowa nazwa w j. kaszub. Turzónka; niem. Turschonken) – śródleśna osada kaszubska w Polsce położona w województwie pomorskim, w powiecie kościerskim, w gminie Dziemiany pomiędzy Wdzydzkim Parkiem Krajobrazowym a Zaborskim Parkiem Krajobrazowym w kompleksie leśnym Borów Tucholskich. Osada wchodzi w skład sołectwa Trzebuń.
W latach 1975–1998 miejscowość położona była w województwie gdańskim.